# Dere (Pertek)
Dere (türkisch für Bach) ist ein Dorf (Köy) im Landkreis Pertek der türkischen Provinz Tunceli. Im Jahr 2011 lebten in Dere 95 Menschen.
Derzeit lebt nur die alevitisch-kurdische Bevölkerung im Dorf, die zum Stamm Pilvenk gehören. Bis zum Ende des 19. Jahrhunderts lebten auch hier Armenier. Jedoch ist es nicht möglich, ernsthafte Daten zu finden, um dies zu beweisen. In der Nähe des Dorfes wurde um die 1980er Jahre eine Kirchenruine gefunden. Es war jedoch nicht möglich, durch ernsthafte archäologische Arbeiten festzustellen, was für eine Kirche es war. Internationale Quellen weisen auf eine ernsthafte armenische Bevölkerung in dieser Region hin. Derzeit leben keine Armenier hier. Dies weist darauf hin, dass auch in diesem Dorf eine Zwangsmigration von Armeniern stattgefunden hat.
Es gibt keine ernsthafte Quelle für die Geschichte des Dorfes. Aus den Erzählungen der im Dorf lebenden alten Menschen geht hervor, dass eine Person namens Mahmud Agha aus der Region Erzincan stammte und sich Ende des 19. Jahrhunderts hier niederließ. Die Tatsache, dass Namen wie "Bexce Memud: Mahmuds Garten", "Goma Memud: Mahmuds Farm" in vielen Teilen des Dorfes dieses Argument verstärken.
Das Vorhandensein von Koçbaşı-Grabsteinen auf dem Friedhof des Dorfes weist auch darauf hin, dass die Aq Qoyunlu in dieser Region eine Weile wirksam waren.